# Ernst Uebel
Ernst Robert Uebel  (* 9. Juni 1882 in Klingenthal/Sa.; † 11. November 1959 ebenda) war ein deutscher Komponist und Musiker. 

## Biografie
Ernst Uebel machte eine Ausbildung im Instrumentenbau und widmete sich danach ganz seiner Ausbildung zum Meisterschüler an der Klingenthaler Stadtmusikschule. Hier war er später auch als Lehrer für Blas- und Streichinstrumente tätig und leitete ab 1911 zusätzlich das Stadtorchester Klingenthal. 1921 wurde er zum Stadtmusikdirektor ernannt, und 1928 erhielt er ein Diplom eines Gewerbelehrers. In der Militärmusik wurde er berühmt durch seinen im Jahre 1926 komponierten Marsch Jubelklänge (op. 70), der noch heute zum festen Programm gehobener Marschmusikliteratur gehört und von zahlreichen Musikkapellen immer wieder gespielt wird. Zum 1. Mai 1933 trat er der NSDAP bei.

## Werke (Auswahl)

### Werke für Blasorchester
- 1926 Jubelklänge (Konzertmarsch)
- Festfanfaren (Marsch)
- Frohe Menschen (Marsch)
- Gruß aus Klingenthal bzw. Mit Spiel voran (Marsch)
- Triumph der Tat (Marsch)
- Rastlos vorwärts! (Marsch)
- Vogtlandgrüße  (Marsch)